# Sertar

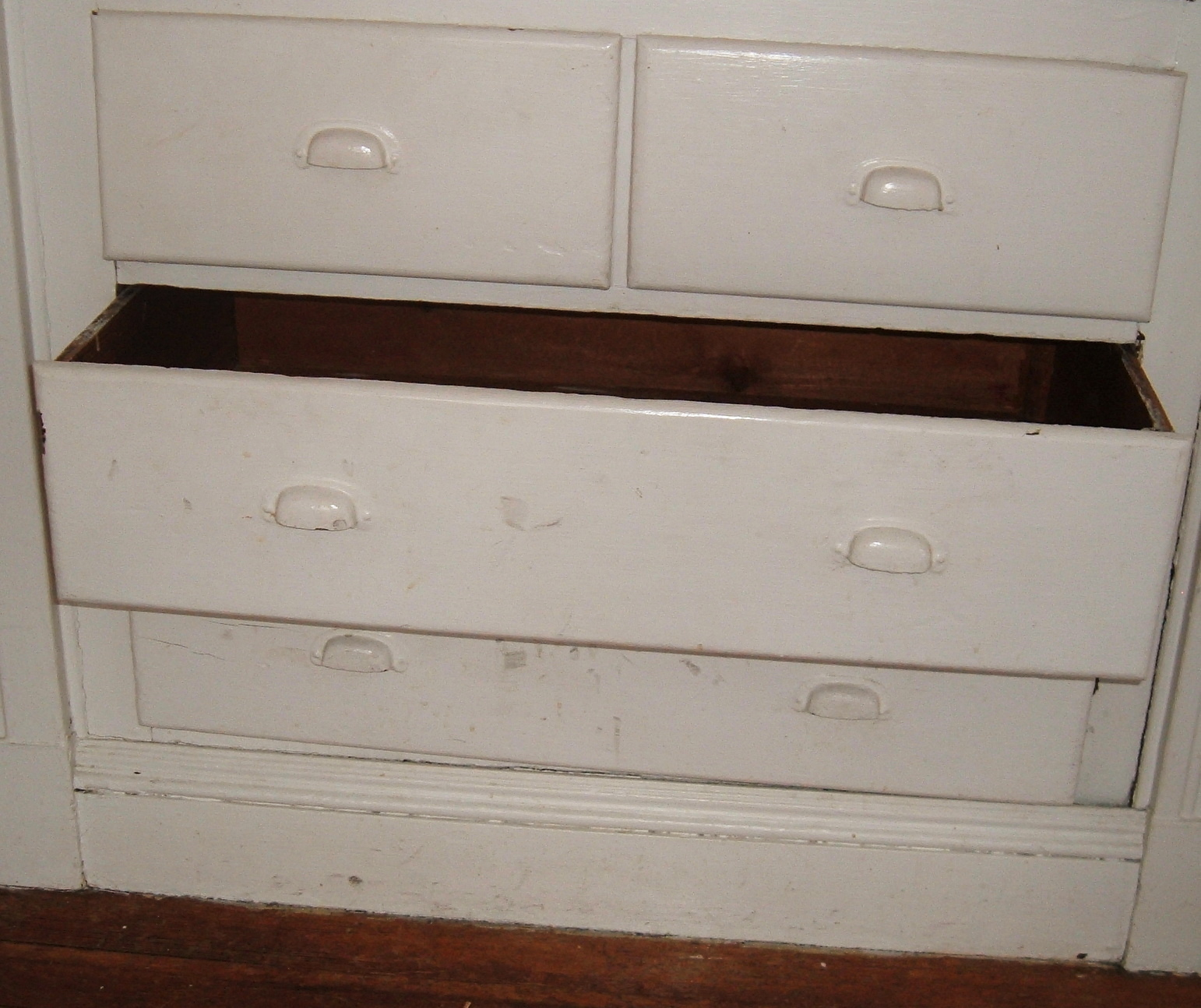
Sertarul unui dulap

Sertarul este un subansamblu mobil parte a unor piese de mobilier sub formă de cutie (inclus într-un dulap, birou, masă, etc.) prevăzut cu un mâner cu care se poate trage sertarul în afară, acesta culisând fie pe accesorii de culisare din metal sau baghete din lemn. Este confecționat din lemn, metal sau plastic.
Unele sertare au o broască pentru închidere de tip yală și pot fi încuiate. 